# بیول (آلاباما)
بیول (به انگلیسی: Buhl) یک منطقهٔ مسکونی در ایالات متحده آمریکا است که در شهرستان تاسکالوسا، آلاباما واقع شده‌است. بیول ۸۱٫۹۹ متر بالاتر از سطح دریا واقع شده‌است.